# Ázsiai lódarázs
Az ázsiai lódarázs (Vespa velutina) egyike a Kínában őshonos darázsfajoknak. A rovarok (Insecta) osztályán belül a hártyásszárnyúak (Hymenoptera) rendjéhez és a valódi darazsak (Vespidae) családjához tartozik. Franciaországban inváziós faj lett, miután 2004-ben egy szállítóhajóval érkezett oda.

## Elterjedése
Délkelet-Ázsiából származik, Indiában, Indokínában, Kínában, Jáván és az indonéziai Lombok szigeten őshonos. A nigrithorax alfaj már Franciaországban is megjelent (valószínűleg 2004-ben, egy kínai teherhajón áttelelve). Olaszországban és Németországban már elszaporodott.. Magyarországon 2023-ban azonosították első példányait.

## Megjelenése, felépítése

### A dolgozók
Az európai lódarázsnál valamivel kisebb: a dolgozók és a hímek testhossza 2–2,5 centiméter, A. A Vespa velutina nigrithorax alfaj (amely Európában is előfordul) jellemzően sárga mintás, szárnyai sötétek, a tora fekete, potroha szintén feketés-sötétes árnyalatú. A potrohon egy narancssárga színű gyűrűbe fekete háromszög ékelődik. A lábai feketék, de lábfejei sárgák. Ez a fontos jellegzetessége könnyen megjegyezhető: olyan, mintha fekete nadrágot hordana kínosan magasra felhúzott, sárga zoknival.

### A királynő
A királynő nagyobb, 3 cm-esre is megnőhet. Egy évig él. Tavasszal minden királynő saját kolóniát alapít február és május között. Az ekkor lerakott petékből kelnek ki a fiatal dolgozók. Júniustól kezdve a kolóniát már a kifejlett dolgozók alkotják, végül a nyár végén kikelnek a hím és nőstény egyedek is. A nőstények (a leendő királynők) védett helyet keresnek maguknak, ahol áttelelnek, majd a következő tavasszal új kolóniát alapítanak.

### A fészek
Fészkét, amely az egy méter magasságot és a nyolcvan centi szélességet is elérheti, tavasszal készíti el. Általában fákra építi több méter magasan, de a városokban is megél, és ott gyakran utcabútorokra épít.
A fészekmérete és szerkezete az európai lódarázséhoz igen hasonló annyi különbséggel, hogy a többnyire gömbölyded fészek röpnyílása gyakran oldalt és nem alul van.

## Életmódja, élőhelye
A királynő egy évig él. Tavasszal minden királynő saját kolóniát alapít február és május között. Az ekkor lerakott petékből kelnek ki a fiatal dolgozók. Júniustól a kolóniát már a kifejlett dolgozók alkotják, végül a nyár végén kikelnek a hím és nőstény egyedek is. A nőstények (a leendő királynők) védett helyet keresnek maguknak, ahol áttelelnek, majd a következő tavasszal új kolóniát alapítanak.
Egy fészekben kb. 2000 lódarázs él, ebből nagyjából 150 telelhet át, és ezek a következő évben építhetnek fészket, ha meg vannak termékenyítve. Télen a fészek üresen áll. Franciaországban megfigyelték, hogy néhány madárfaj ezt kihasználva lerombolja a fészket. Ennek azonban a darazsakra nézve gyakorlatilag semmilyen káros következménye nincs, mivel a fészek üres és a királynők tavasszal új fészket építenek.

### Megtelepedésének problémái
A sajtóban napvilágra került hírekkel ellentétben az ázsiai lódarázs nem veszélyesebb az emberre, mint az európai lódarázs. Az ázsiai lódarázs betelepülése azért jelent problémát, mert állítólag a házi méhekre vadászik és lokálisan nagy károkat okozhat a méhészetekben.
Az eddigi, még a 2000-es években kezdett francia kutatásokkal azonban nem sikerült feltárni, hogy okoz-e kárt az ázsiai lódarázs a méhkaptárakban.

## Alfajai

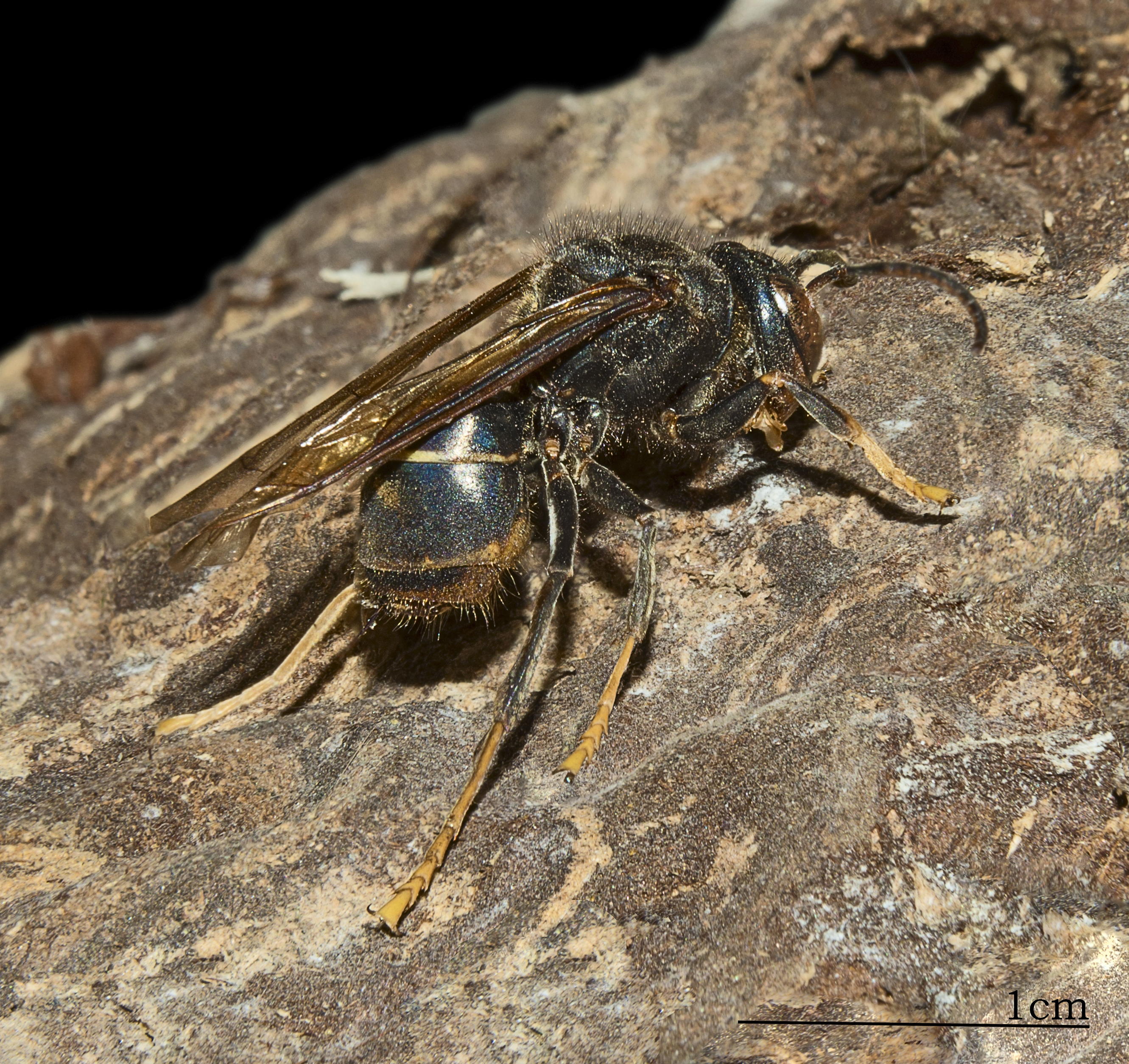
Vespa velutina nigrithorax - Toulouse

- Vespa velutina ardens Buysson, 1905
- Vespa velutina auraria Smith, 1852
- Vespa velutina celebensis Pérez, 1910
- Vespa velutina divergens Pérez, 1910
- Vespa velutina flavitarsus Sonan, 1939
- Vespa velutina floresiana van der Vecht, 1957
- Vespa velutina karnyi van der Vecht, 1957
- Vespa velutina mediozonalis Pérez, 1910
- Vespa velutina nigrithorax Buysson, 1905
- Vespa velutina sumbana van der Vecht, 1957
- Vespa velutina timorensis van der Vecht, 1957
- Vespa velutina variana van der Vecht, 1957

## Hasonló fajok

### Lódarázs(Vespa crabro)
Összekeverhető a lódarázzsal. Különbség a két faj között, hogy a közönséges lódarázs nagyobb méretű, és sokkal feltűnőbb színű (a potroh nagyobb része sárga, mint az ázsiai lódarázsé). Sárga színe alapján jól el lehet különíteni a sokkal sötétebb ázsiai fajtól.

### Óriás-tőrösdarázs(Megascolia maculata)
A M. maculata, az ázsiai lódarázzsal ellentétben négy, nagyméretű sárga foltot hordoz a potroha tetején (dorsalisan). A nőstény 4 cm-esre nőhet meg, tehát 1 cm-rel nagyobb a V. velutina dolgozóinál.